# Isles-sur-Suippe
Isles-sur-Suippe és un municipi francès, situat al departament del Marne i a la regió del Gran Est. L'any 2007 tenia 754 habitants.

## Demografia

### Població
El 2007 la població de fet d'Isles-sur-Suippe era de 754 persones. Hi havia 277 famílies, de les quals 53 eren unipersonals (20 homes vivint sols i 33 dones vivint soles), 94 parelles sense fills, 110 parelles amb fills i 20 famílies monoparentals amb fills.
La població ha evolucionat segons el següent gràfic:
Habitants censats

### Habitatges
El 2007 hi havia 302 habitatges, 284 eren l'habitatge principal de la família, 2 eren segones residències i 16 estaven desocupats. 275 eren cases i 28 eren apartaments. Dels 284 habitatges principals, 241 estaven ocupats pels seus propietaris, 41 estaven llogats i ocupats pels llogaters i 2 estaven cedits a títol gratuït; 11 tenien dues cambres, 29 en tenien tres, 66 en tenien quatre i 178 en tenien cinc o més. 226 habitatges disposaven pel capbaix d'una plaça de pàrquing. A 100 habitatges hi havia un automòbil i a 164 n'hi havia dos o més.

### Piràmide de població
La piràmide de població per edats i sexe el 2009 era:
| Homes | Edats   | Dones |
| ----- | ------- | ----- |
| 0     | 95 o +  | 0     |
| 0     | 90 a 94 | 0     |
| 0     | 85 a 89 | 4     |
| 12    | 80 a 84 | 8     |
| 4     | 75 a 79 | 12    |
| 4     | 70 a 74 | 20    |
| 8     | 65 a 69 | 4     |
| 16    | 60 a 64 | 24    |
| 16    | 55 a 59 | 4     |
| 28    | 50 a 54 | 28    |
| 24    | 45 a 49 | 24    |
| 20    | 40 a 44 | 20    |
| 24    | 35 a 39 | 28    |
| 40    | 30 a 34 | 28    |
| 32    | 25 a 29 | 36    |
| 0     | 20 a 24 | 16    |
| 12    | 15 a 19 | 8     |
| 16    | 10 a 14 | 32    |
| 32    | 5 a 9   | 24    |
| 28    | 0 a 4   | 16    |

## Economia
El 2007 la població en edat de treballar era de 498 persones, 374 eren actives i 124 eren inactives. De les 374 persones actives 343 estaven ocupades (192 homes i 151 dones) i 30 estaven aturades (15 homes i 15 dones). De les 124 persones inactives 39 estaven jubilades, 45 estaven estudiant i 40 estaven classificades com a «altres inactius».

### Ingressos
El 2009 a Isles-sur-Suippe hi havia 297 unitats fiscals que integraven 766 persones, la mediana anual d'ingressos fiscals per persona era de 20.492 €.

### Activitats econòmiques
Dels 38 establiments que hi havia el 2007, 1 era d'una empresa alimentària, 2 d'empreses de fabricació de material elèctric, 3 d'empreses de fabricació d'altres productes industrials, 13 d'empreses de construcció, 2 d'empreses de comerç i reparació d'automòbils, 5 d'empreses de transport, 1 d'una empresa d'hostatgeria i restauració, 1 d'una empresa d'informació i comunicació, 3 d'empreses financeres, 2 d'empreses immobiliàries, 2 d'empreses de serveis i 3 d'empreses classificades com a «altres activitats de serveis».
Dels 11 establiments de servei als particulars que hi havia el 2009, 1 era un taller de reparació d'automòbils i de material agrícola, 4 paletes, 1 guixaire pintor, 2 fusteries, 2 lampisteries i 1 electricista.
L'any 2000 a Isles-sur-Suippe hi havia 6 explotacions agrícoles que ocupaven un total de 558 hectàrees.

## Equipaments sanitaris i escolars
El 2009 hi havia 1 escola maternal i 1 escola elemental.

## Poblacions més properes
El següent diagrama mostra les poblacions més properes.